# Wóz Wsparcia Ogniowego „Wilk”
Wóz Wsparcia Ogniowego „Wilk” – polski prototyp wozu wsparcia ogniowego, wyprodukowany przez Rosomak SA z belgijskim systemem wieżowym Cockerill Mechanical Industries, uzbrojonym w gładkolufową armatę kalibru 120 milimetrów.

## Konstrukcja
Pierwszy prototyp wozu  z wieżą CT-CV na podwoziu KTO Rosomak został zbudowany i przetestowany w 2012. Został zaprezentowany na MSPO Kielce 2012. Był uzbrojony w automatycznie ładowaną gwintowana armatę kal.105 mm, strzelającą wszystkimi rodzajami standardowej 105 mm amunicji NATO, oraz pociskami Cockerill M1060CV zdolnymi przebić 560 mm pancerza pod kątem 60 stopni z odległości 200 metrów. Działo mogło odpalać tandemowe przeciwpancerne pociski rakietowe Cockerill Falarick 105, przebijające opancerzenie czołgu (560 mm penetracji ERA) z odległości do 5 kilometrów. Mogło niszczyć cele punktowe, jak stanowiska broni,  lekko opancerzone pojazdy i śmigłowce. Pociski są rozwinięciem pocisku artyleryjskiego Stugna, ukraińskiego przedsiębiorstwa KKB Łucz. Armata mogła prowadzić ogień w kątach podniesienia od -10 do +42 stopni. Dzięki takiej elewacji wóz mógł służyć w charakterze lekkiej artylerii zdolnej do pośredniego ostrzału w terenie górskim z odległości ok.10 kilometrów. Wieża posiadała stanowiska dwuosobowej załogi, działonowego i dowódcy, zapewniała ochronę balistyczną na poziomie 4 według STANAG 4569 (ochrona przeciwko pociskom przeciwpancernym kal. 14,5 mm, na dystansie 200 m, oraz odłamkami artyleryjskimi 20 mm, detonacja odłamkowego pocisku artyleryjskiego 155 mm na dystansie 25 m). Mogła być wyposażona w karabin maszynowy 7,62 mm, lub sprzężony 12,7 mm karabin maszynowy. Po testach trakcyjnych oraz próbach ogniowych na poligonach w Nowej Dębie oraz Żaganiu, i pozytywnych wynikach, zaoferowano pojazd Polskim Siłom Zbrojnym, ale mimo dobrych wyników nie wzbudził zainteresowania wojska, prawdopodobnie ze względu na brak systemów uzbrojenia kalibru 105 mm w wojsku.

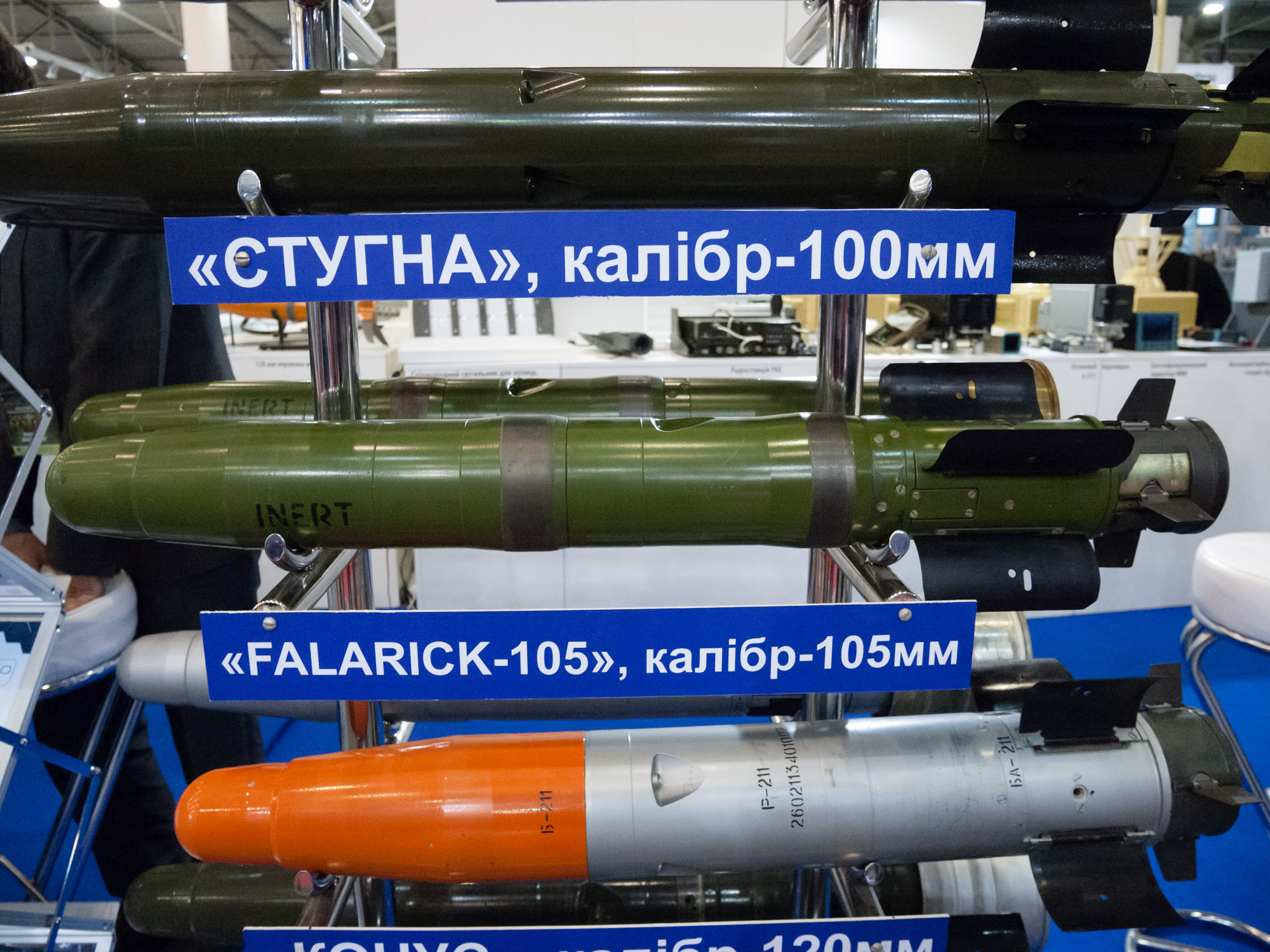
Pociski artyleryjskie Falarick 105 i 120 mm

### Wersja II
Kolejny prototyp wyposażony w koncepcyjną wieżę Cockerill XC-8 producent zaprezentował w 2015 podczas targów MSPO w Kielcach i powtórnie w 2016. Demonstrator został wyposażony w dwuosobową wieżę z wysoko ciśnieniową gładkolufową armatą 120 mm o długości 50 kalibrów, kompatybilną ze standardową amunicją czołgową NATO tego kalibru, używaną np. w czołgach Leopard 2 i M1 Abrams. Armata wyposażona w automat ładowania może opcjonalnie korzystać z amunicji programowalnej. Oprócz standardowej amunicji NATO może też korzystać z opracowanych przez firmę Cockerpill artyleryjskich przeciwpancernych pocisków kierowanych Falarick 120, naprowadzanych w wiązce laserowej i dysponujących tandemową głowicą kumulacyjną, umożliwiającą penetrowanie pancerzy reaktywnych. Maksymalny zasięg rażenia pocisku wynosi 6 km, przebijalność pancerza - 880 mm (z osłoną reaktywną). Pociski są rozwinięciem pocisku artyleryjskiego Konus, ukraińskiego przedsiębiorstwa KKB Łucz. Wieża dysponuje zaawansowanym układem stabilizacji, co umożliwia skuteczne zwalczanie celów stacjonarnych i ruchomych a także celów punktowych, jak stanowiska broni, czołg w okopie, lekko opancerzone obiekty i śmigłowce. System obserwacyjno-celowniczy pracuje na zasadzie hunter-killer i zapewnia zdolność zwalczania celów w dzień i w nocy w każdych warunkach atmosferycznych. Wóz może prowadzić ogień w kątach podniesienia lufy od -10 do +20 stopni. Modułowa budowa układu kierowania ogniem pozwala na konfigurowanie systemów elektrooptycznych i elektronicznych z wykorzystaniem rozwiązań wybranych przez użytkownika. Wieża z ochroną balistyczną na poziomie 4 według STANAG 4569, (ochrona przeciwko pociskom przeciwpancernym kal. 14,5 mm na dystansie 200 m, oraz odłamkami artyleryjskimi 20 mm - detonacja odłamkowego pocisku artyleryjskiego 155 mm na dystansie 25 m) z możliwością podwyższenia ochrony do poziomu 5.   
Dodatkowe uzbrojenie może stanowić karabin maszynowy 7,62 mm. Istnieje możliwość instalacji na wieży zdalnie sterowanego stanowiska strzeleckiego z wkm 12,7 mm.

## Dodatkowa osłona balistyczna
Pojazd został wyposażony w dodatkową osłonę balistyczną jako niezależną konstrukcję podnoszącą poziom odporności balistycznej na ostrzał w zależności od zastosowanego typu płyt ochronnych. Osłona zapewnia też wspomagającą siłę wyporu podczas przeprawy pojazdu przez przeszkodę wodną. W stanie transportowym spełnia funkcję dodatkowej osłony balistycznej, natomiast w trakcie przeprawy pojazdu przez przeszkodę wodną pozwala na uzyskanie dodatkowej siły nośnej poprzez napełnienie powietrzem elastycznej powłoki znajdującej się w kasecie osłony. Demonstrator osłony balistycznej został wyprodukowany w Wojskowych Zakładach Inżynieryjnych z Dęblina i zaprezentowany na Międzynarodowym Salonie Przemysłu Obronnego 2013 w Kielcach.
Wóz został zaoferowany wojsku, ale jak dotychczas (stan na 8 kwietnia 2025) nie podjęto ostatecznej decyzji o przyjęciu go na wyposażenie bądź też odrzuceniu.